# James Earl Ray (baloncestista)
James Earl Ray (New Orleans, Luisiana, 27 de julio de 1957-Gainesville, 26 de diciembre de 2023) fue un jugador de baloncesto estadounidense que jugó 3 temporadas en la NBA, además de hacerlo en la liga italiana y en la liga ACB. Con 2,03 metros de estatura, jugaba en la posición de ala-pívot.

## Trayectoria deportiva

### Universidad
Jugó durante 4 temporadas con los Dolphins de la Universidad de Jacksonville, donde promedió 14,5 puntos y 7,2 rebotes por partido. Fue elegido Jugador del Año de la Sun Belt Conference en su último año de carrera, tras promediar 17,2 puntos y 7,4 rebotes, además de establecer un récord de la conferencia al anotar 45 puntos en un partido ante South Florida.

### Profesional
Fue elegido en la quinta posición del Draft de la NBA de 1980 por Denver Nuggets, donde jugó tres temporadas, siendo siempre uno de los últimos hombres del banquillo. Su mejor campaña fue la última, la temporada 1982-83, en la que promedió 3,8 puntos y 2,8 rebotes por partido.
En 1983 fue traspasado a Houston Rockets, pero fue cortado antes del inicio de la temporada, por lo que se fue a jugar a la liga italiana, al Berloni Torino, donde en su única temporada promedió 15,1 puntos y 6,9 rebotes por partido. al año siguiente fichó por el Magia de Huesca de la liga ACB española, promediando 14,7 puntos y 7,1 rebotes por encuentro. Al finalizar la temporada, se retiraría definitivamente.

## Estadísticas de su carrera en la NBA

### Temporada regular
| Temporada | Edad | Equipo         | Liga | P   | TIT | MIN | TC  | TCA | %TC  | 3P  | 3PA | %3P   | TL  | TLA | %TL  | R.OF. | R.DEF. | REB | ASIS | ROB | TAP | PER | FP  | PTS |
| 1980-81   | 23   | Denver Nuggets | NBA  | 18  |     | 8.2 | 0.8 | 2.7 | .306 | 0.0 | 0.1 | .000  | 0.4 | 0.6 | .700 | 0.7   | 1.3    | 2.1 | 0.6  | 0.2 | 0.2 | 0.7 | 1.7 | 2.1 |
| 1981-82   | 24   | Denver Nuggets | NBA  | 40  | 4   | 6.6 | 1.3 | 2.9 | .440 | 0.0 | 0.0 | 1.000 | 0.5 | 0.9 | .583 | 0.5   | 1.2    | 1.6 | 0.7  | 0.3 | 0.4 | 0.9 | 1.5 | 3.1 |
| 1982-83   | 25   | Denver Nuggets | NBA  | 45  | 3   | 9.6 | 1.6 | 3.4 | .458 | 0.0 | 0.0 | .000  | 0.7 | 1.1 | .647 | 0.8   | 2.0    | 2.8 | 0.9  | 0.5 | 0.4 | 1.1 | 1.8 | 3.8 |
| Total     |      |                | NBA  | 103 | 7   | 8.2 | 1.3 | 3.1 | .428 | 0.0 | 0.0 | .333  | 0.6 | 0.9 | .629 | 0.7   | 1.6    | 2.2 | 0.7  | 0.4 | 0.4 | 1.0 | 1.7 | 3.2 |

### Playoffs
| Temporada | Edad | Equipo         | Liga | P | MIN | TCA | TC | 3PA | 3P | TLA | TL | R.OF. | REB | ASIS | ROB | TAP | PER | FP | PTS | %TC  | %3P | %FT  | MIN | PTS | REB | AST |
| 1981-82   | 24   | Denver Nuggets | NBA  | 1 | 2   | 0   | 0  | 0   | 0  | 0   | 0  | 0     | 0   | 0    | 0   | 1   | 0   | 1  | 0   |      |     |      | 2.0 | 0.0 | 0.0 | 0.0 |
| 1982-83   | 25   | Denver Nuggets | NBA  | 3 | 18  | 1   | 6  | 0   | 0  | 1   | 4  | 1     | 3   | 0    | 0   | 1   | 0   | 3  | 3   | .167 |     | .250 | 6.0 | 1.0 | 1.0 | 0.0 |
| Total     |      |                | NBA  | 4 | 20  | 1   | 6  | 0   | 0  | 1   | 4  | 1     | 3   | 0    | 0   | 2   | 0   | 4  | 3   | .167 |     | .250 | 5.0 | 0.8 | 0.8 | 0.0 |

## Vida posterior
En 2001 fue diagnosticado con sarcoidosis. Debido a la evolución de la enfermedad, con uno de los pulmones hinchados e incluido en la lista de trasplantes, la Asociación de Jugadores Retirados de la NBA acudió en su auxilio económicamente. Finalmente en 2008 recibió el ansiado trasplante, poco después de que le hubieran dado 3 meses de vida, con la dificultad añadida de su estatura, 2,03, que obligaba a buscar un donante de más de 1,95.